# Пёс по имени Мани
Пёс по имени Мани – книга для детей немецкого автора, бизнесмена и финансового консультанта Бодо Шефера, в которой раскрываются секреты управления деньгами. Книга написана в форме детской приключенческой истории. Переведена на многие языки мира, издана в количестве более трех миллионов экземпляров. В Азии на ее основе был поставлен детский мюзикл, а также создана пользующаяся большим успехом серия комиксов.

## Содержание
Однажды Кира находит на улице раненого лабрадора и приносит его домой. Оказывается, что пёс умеет разговаривать и к тому же является финансовым гением. От своего нового друга, получившего кличку Мани, Кира узнает о том, как нужно правильно обращаться с деньгами и приумножать их. Постепенно герои книги, а вместе с ними и читатели, начинают понимать, что необходимо изменить в своей жизни для того, чтобы претворить мечты в реальность.

## Действующие лица
- Кира, 12-летняя девочка, которая подбирает раненую собаку и дает ей кличку Мани;
- Мани, говорящий пёс, «финансовый гений»;
- Марсель, кузен Киры;
- Моника, подруга Киры;
- Родители Киры, которые все время спорят из-за недостатка денег;
- Семья Хэнинкэмп, в которой Кира получает работу по присмотру за собакой Наполеоном;
- Господин Голдстен, бывший владелец пса Мани, потерявший его во время аварии;
- Миссис Трамп, пожилая состоятельная женщина, немного странная, но добрая[4][5].